# Средний платонизм
Средний платонизм (Четвертая Академия) — условное название периода развития философии Платона после закрытия исторической Платоновской Академии (87 г. до н. э.) и до распространения неоплатонизма в III веке. Характеризуется «эклектическим» характером, основателем которой является Антиох из Аскалона. Отличительной особенностью 4-й Академии является синтез с аристотелизмом, пифагорейством и стоицизмом. Этот платонизм лишь наследует традиции Академии, но развивается в разных центрах: Александрия, Афины (примечательно, что во время путешествия апостола Павла в Афины, платоников там он не застал), Рим. Кружки средних платоников также существовали в Апамее, Смирне, Херонее.
В этике центральный пункт — это уподобление божеству, а в физике — различие Бога-творца и благого Бога, предвосхитившее философию гностицизма. Также отмечается влияние среднего платонизма на философию раннего христианства.
В 176 году римский император Марк Аврелий восстанавливает академию в Афинах. Сколархом новой школы становится Аттик — ученик Кальвена Тавра.

## Представители
- Алкиной (философ)
- Апулей
- Гален
- Максим Тирский
- Никомах Герасский
- Нумений
- Плутарх
- Теон Смирнский
- Трасилл
- Филон Александрийский
- Цельс